# Salles-de-Barbezieux
Salles-de-Barbezieux – miejscowość i gmina we Francji, w regionie Nowa Akwitania, w departamencie Charente.
Według danych na rok 1990 gminę zamieszkiwało 406 osób, a gęstość zaludnienia wynosiła 41 osób/km² (wśród 1467 gmin regionu Poitou-Charentes Salles-de-Barbezieux plasuje się na 621. miejscu pod względem liczby ludności, natomiast pod względem powierzchni na miejscu 836.).